# 格蘭特鎮區 (愛荷華州卡洛爾縣)
格蘭特鎮區（英語：Grant Township）是位於美國愛荷華州卡洛爾縣的一個行政鎮區。

## 地方資料
根據2010年美國人口普查的數據，格蘭特鎮區的面積為87.77平方千米，當中陸地面積為87.24平方千米，而水域面積為0.53平方千米。當地共有人口462人，而人口密度為每平方千米5.26人。